# Битва за Київ (2022)
Битва за Київ — одна з ключових битв у ході російського вторгнення в Україну 2022 року. Наступ російських сил на Київ відбувався з північно-західного напрямку, з боку Чорнобильської зони відчуження та Білорусі, бої з російськими ДРГ з початку вторгнення відбуваються переважно на обох берегах Дніпра. Станом на 1 квітня 2022 року бої велися лише за передмістя Києва. В самому Києві бої велися лише з диверсійно-розвідувальними угрупуваннями. Російським військам була завдана нищівна поразка і сили вторгнення були вимушені відступити. Від 1 квітня тривала зачистка населених пунктів від залишків російських угрупувань.
Після закінчення боїв за Київ Росія продовжила обстріли міста.

## Сили сторін і командування
1 березня 2022 року президент України призначив генерал-майора Миколу Жирнова очільником Київської міської військової адміністрації.

## Перебіг подій

### Лютий

#### 24 лютого
24 лютого близько 5:00 ранку війська РФ завдали серії потужних авіаударів по різних об'єктах Києва. Того ж дня в Києві почав формуватися добровольчий загін ТрО «Азов». Про набір добровольців оголосив у Києві на Майдані Незалежності полковник Андрій Білецький, засновник полку «Азов».
Станом на 14:30 ворожі диверсійно-розвідувальні групи (ДРГ), які виявили у Києві, були оточені та зачищені.
Станом на 18:00 Київ зачищений від диверсантів; у місто підтягуються українські війська.
В наступні дві доби в місті буде видано близько 20 тисяч автоматів охочим стати до оборони мешканцям міста. Та відсутність нормального зв'язку, координації між різними підрозділами (в тому числі — між підрозділами територіальної оборони та добровольчими формуваннями територіальної громади), незадовільна підготовка а також страх перед диверсійно-розвідувальними групами загарбників призвели до випадків «дружнього вогню» протягом наступних кількох днів.

#### 25 лютого
У ніч на 25 лютого обстріли продовжилися. О 04:20 українські сили ППО збили літальний апарат. Він упав у Дарницькому районі, на житловий будинок по вулиці Кошиця, 7А; троє людей зазнали поранень. Близько 05:00 фрагменти літака впали на вулиці Садовій, 54 (Осокорки), спричинивши пожежу в приватному будинку.
Над Києвом відбувся повітряний бій, у якому загинув військовий льотчик Олександр Оксанченко.
Українські військові були вимушені підірвати мости (через річку Ірпінь) на Новоірпінській трасі Р30 (в житловому кварталі Ірпеня — Романівці), мостовий перехід у Гостомелі по Варшавській трасі М07 та у Демидові по автодорозі Р02.
Окрім підриву мостів через річку Ірпінь був здійснений перший підрив на греблі в Козаровичах, завдяки воді з Київського водосховища річка почала розливатись та протягом наступних тижнів перетворилась на велику природну перешкоду.
Також уночі російський десант намагається атакувати ТЕЦ-6 у районі Троєщини, що на лівому березі Дніпра; підрозділи ЗСУ дали бій. Затримано 60 диверсантів.
25 лютого в Києві сформований азовський загін ТрО, про що повідомив майор поліції Сергій Тамарін. Загін почав виконання завдань з оборони столиці спільно із ЗСУ і правоохоронними органами. Першим бойовим завданням новосформованого підрозділу було висування до Василькова, в районі аеропорту якого висадився російський десант.

#### 26 лютого
У ніч на 26 лютого відбулися бої на проспекті Перемоги та вулиці Дегтярівській. За офіційними повідомленнями усі диверсійні групи було знешкоджено, а їхню техніку знищено.
Та як стане потім відомо, мали місце випадки «дружнього вогню». Внаслідок бою з вартовими на блокпосту під мостом через проспект Перемоги поблизу зі станцією метро «Берестейська» загинули солдати строкової служби, військовослужбовці 101-ї окремої бригади охорони та 72-ї окремої механізованої бригади. А на Повітрофлотському мосту (на заїзді з вулиці Борщагівської) був обстріляний мікроавтобус з мобілізованими та легковий автомобіль супроводу, які рухались вже під час комендантської години з Святошинського військкомату до в/ч А0799 (31-й окремий полк зв'язку імені гетьмана Михайла Дорошенка).
26 лютого уночі російські окупанти атакували одну з військових частин у Києві, напад відбито. Було обстріляно аеропорт «Жуляни». Російські окупаційні війська ракетним ударом влучили в житловий будинок по вулиці Лобановського, загиблих немає, мешканців евакуюють. Українські сили протиповітряної оборони о 3:50 збили російську ракету, яка летіла в напрямку дамби Київського водосховища.
У ніч на 26 лютого київський добровольчий загін ТрО «Азов» прибув до Василькова, з якого російський десант мав розпочати просування на Київ. Азовці висунулися на підтримку 40-й бригаді ЗСУ, відбулася успішна зачистка міста та околиць. Удень 26 лютого київський загін ТрО «Азов» спільно зі 138 Центром спеціального призначення Військової служби правопорядку та ССО ЗСУ встановили контроль над Васильківським аеропортом та ліквідували загрозливий для Києва ворожий плацдарм.
Станом на ранок 26 лютого в Києві внаслідок бойових дій противника поранено 35 людей, із них дві дитини. Київський метрополітен переходить у режим укриття; перевезення пасажирів не здійснюється. Біля села Стоянка підірвано міст, проїхати з Києва до Житомира неможливо. О 08:30 в Солом'янському районі по вул. Волинська виникла пожежа у двох складських будівлях після потрапляння російського боєприпасу. У Києві військові та добровольча тероборона будуть вести вогонь на ураження; мешканців просять не перетинати мости через Дніпро — російські диверсійні групи намагаються висадитися на Лівий берег. Від одного з обстрілів двоє киян загинули, 6 важкопоранені.
На вулиці Олени Теліги ДРГ відкрила вогонь по родині з трьома дітьми. Загинули батьки і донька. Ще двоє дітей у лікарні.
З 17:00 26 лютого до 08:00 28 лютого у Києві була введена комендантська година.

#### 27 лютого
В передмісті Києва Бучі знищено колону російської бронетехніки, що рухалася в бік Києва.
Російські війська обстріляли Київ, зачепило будинки на Троєщині на вулиці Лаврухіна; стався вибух у дворі 16-поверхівки. Російські танки проїхали Макарів і намагаються потрапити до Києва. Через пів години жителі села Андріївка поінформували про другу групу танків, позначених літерою V. Розвідники ГУР МОУ знешкодили групу кадирівських диверсантів, які пересувалися містом машиною швидкої допомоги. На допомогу Києву йде тероборона Львівщини, Івано-Франківської й Тернопільської областей. ГУР МО спільно із підрозділами ЗСУ та добровольцями зупинив прорив російської БТГ; було знищено орієнтовно 50 росіян, захоплено важливу документацію та знищено ворожу техніку.

#### 28 лютого
Після опівночі ворог продовжив спроби прорвати оборону Києва; неодноразово колони російських військ намагались штурмувати околиці столиці. Унаслідок бомбардування міста окупантами сталося влучення у пункт захоронення радіоактивних відходів київської філії «Об'єднання „Радон“». Радіаційної загрози для населення немає. ДРГ знешкодили в Михайлівському Золотоверхому монастирі. Трасою в бік Києва через Здвижівку, Бородянку, Микуличі, Немішаєве і далі рухається колона російських окупаційних військ, які розстрілюють будинки, що стоять біля дороги — окупанти бояться, що їх закидають коктейлями Молотова. По околицях Броварів російський агресор завдав удару, імовірно, балістичною ракетою. Шестеро поранених. Авіаналіт відбувся на радіолокаційний центр.

### Березень

#### 1 березня
Було збито два російських вертольоти. В Оболонському районі затримано групу з 30 осіб із десятками одиниць вогнепальної зброї. ДРГ планувала терористичний акт. О 17-й годині російські загарбники вдарили у напрямі телевежі в районі метро «Дорогожичі»; загинуло 5 людей, ще 5 поранено. Військовики 72-ї бригади ліквідували російську машину управління. Перед опівніччю російські окупанти бомблять Русанівку, Вишневе, Куренівку, Боярку та Жуляни. Увечері гвардійці двох зенітно-артилерійських розрахунків, коли ворог намагався здійснити авіаналіт, завдали удару по літаку ворога Су-30, а добили його підрозділи протиповітряної оборони ПС ЗСУ установкою Бук М-1.

#### 2 березня
Під Києвом окупанти вбили молоду жінку, яка намагалася врятувати життя дитини, пораненої окупантами. Військові ЗС РФ розстріляли автівку анестезіолога, коли вона везла пораненого племінника з села Кухарі на Київщині. У нічному повітряному бою Повітряні сили втратили один МіГ-29. Була збита пара російських Су-35C. На одній зі станцій метро затримали 5 диверсантів, вилучили зброю, боєприпаси в дитячій іграшці та наркотики.
Увечері підрозділи ППО збили над Києвом ракету, уламки якої впали в районі Київського вокзалу, пошкодивши теплотрасу, одну людину було поранено. Ракетний удар міг бути спрямований на Міністерство оборони або командування Сухопутних військ.
У складі батальйону ТрО «Азов» з'явилися мінометний та протитанковий підрозділи, про що повідомив Андрій Білецький.

#### 3 березня
Близько 1:40 ночі у Києві пролунала серія із щонайменше чотирьох потужних вибухів. Вдень поліціянти затримали чотирьох диверсантів зі зброєю, коли вони фотографували одну зі станцій метро. Увечері було відремонтовано теплотрасу, пошкоджену під час авіаудару 2 березня. Російські окупанти обстріляли село Бишів на Київщині, одна людина загинула і четверо поранених.
3 березня вранці 80-та бригада ЗСУ, київський добровольчий загін ТрО «Азов» і територіальна оборона міста Бучі очистили місто від російських окупантів, але вдень російські війська почали масштабну контратаку з метою прорвати українську оборону та розвинути наступ до Києва. Ворожий наступ вівся батальйонно-тактичною групою за масованої артилерійської підтримки в напрямку Бучі та Ворзеля — у ході боїв 3-4 березня було знищено не менше 10 одиниць ворожої техніки та ліквідовано кілька десятків вояків російської піхоти. У результаті боїв ворог не захопив місто Бучу, але закріпився в окремих районах — продовжилися позиційні бої між силами оборони Києва та російським угрупуванням.

#### 5 березня
Війська РФ блоковані та зупинені в районі Макарова. Також окупанти відійшли від Бучі та аеродрому Гостомеля. За даними Генштабу, основні зусилля російських окупантів зосереджено на оточенні Києва. Російські окупанти завдали удари авіабомбами по селу Мархалівка; шестеро мирних мешканців загинули, серед них одна дитина.

#### 6 березня
Окупанти з військової техніки близько 18:00 здійснили обстріл мешканців села Ясногородка. Унаслідок атаки загинуло п'ять осіб, ще одна особа поранена.

#### 7 березня
Російські війська почали наступ на Мощун. Бій приймає 5 рота, 2 батальйону, 72 ОМБр під командуванням лейтенанта Коваленка. Внаслідок запеклих боїв, рота зазнала великих втрат. «Азов» — ворог кілька разів пробував захопити село, але зазнав поразки. Один з командирів добровольчого загону, старший лейтенант Максим Жорін, прокоментував стан оборони підступів до Києва в інтерв'ю 5 каналу:
 Ми займаємось обороною Києва. Основні напрями — це Ірпінь, Буча, Ворзель, Ясногородка. Уже добу ідуть бої в районі населеного пункту Мощун. Ворог за останню добу зробив декілька спроб атакувати та прорвати нашу оборону, але Мощун залишається під нашим контролем, вся техніка, яка встигла перейти через річку Ірпінь, була знешкоджена
ППО ПС ЗСУ о 20:30 збили над Києвом літак російських окупантів. О 21:10 в околицях міста у повітряному бою був збитий другий ворожий літак.

#### 8 березня
Київський загін ТрО «Азов» прийняв бій з російськими окупантами в селі Ясногородка і знищив 8 окупантів, захопивши трофейне озброєння.

#### 9 березня
Підрозділи ЗСУ, озброєні вітчизняними ПТРК «Стугна» та «Корсар», знищили 6 танків і БМП окупантів в боях під Києвом.
9 березня київський загін ТрО «Азов» був переведений до складу Збройних Сил України та розширений до окремого полку спеціального призначення «Азов» ЗСУ.

#### 10 березня
ОПСП «АЗОВ» ЗСУ спільно з 72-ю бригадою ЗСУ в околицях Броварів у селі Скибин влаштували засідку та розгромили колону БТГр 6-го танкового полку 90-ї танкової дивізії армії РФ. Перехоплені переговори російських офіцерів засвідчили, що окупанти втратили майже цілий полк, а його командира, полковника Андрія Захарова, було вбито. Також було знищено 5 танків та захоплена ворожа документація, зокрема, список особового складу 2-го танкового взводу 3-ї танкової роти 1-го танкового батальйону в/ч 93992. Внаслідок значних втрат БТГр 6-го танкового полку разом із БТГр 239-го танкового полку 90-ї танкової дивізії були змушені припинити просування в бік Києва та поспішно відступити.

#### 12 березня
Вранці російські обстріли спричинили дві пожежі — в центрі та на околиці Києва. На вулиці Хорива (Поділ) був збитий безпілотник-камікадзе, ідентифікований як «Куб», із зарядом вибухівки з металевими кульками. Від вибуху загорілася будівля Ощадбанку. Друга пожежа сталася на околиці міста (Синьоозерна вулиця, Берковець) внаслідок влучання невідомого об'єкта і охопила два гаражі та офісну будівлю.

#### 14 березня
Вранці в Оболонському районі столиці артилерійський снаряд поцілив у житловий будинок. У багатоповерхівці розпочалася пожежа, сталася часткова руйнація. Є двоє загиблих, троє потерпілих, дев'ятьом особам допомога надана на місці. Підрозділи ДСНС врятували 15 осіб та евакуювали 63 особи.
Згодом окупанти завдали удару по авіабудівному заводу «Антонов».
Надалі внаслідок падіння уламків збитої ракети, випущеної російськими військами, на столичному районі Куренівці одна людина загинула, шість поранених. Повністю знищено тролейбус. Вилетіли шибки, пошкоджені балкони навколишніх будинків та комерційні приміщення на перших поверхах.
Російський снаряд потрапив у торговий центр Lavina Mall на заході Києва (Святошинський район), але не завдав великих ушкоджень. Крім того, був обстріляний завод Coca-Cola у Великій Димерці на схід від Києва.

#### 15 березня
Вранці окупанти обстріляли житлові квартали Києва. Снаряди потрапили в кілька житлових будинків: 10-поверховий у Подільському районі (Виноградар), 9-поверховий та 16-поверховий у Святошинському, 2-поверховий у районі Осокорків. В усіх цих будинках почалися пожежі. У 16-поверховому будинку вогонь охопив усі поверхи; ДСНС повідомляє про 3 загиблих та 5 постраждалих. Ударна хвиля пошкодила вхід на станцію метро «Лук'янівська» та Лук'янівський народний будинок, де розташована Київська мала опера.
У місті було оголошено комендантську годину з 20:00 15 березня до 7:00 17 березня — за словами голови військової адміністрації Миколи Жирнова, з метою безпеки, у тому числі для знищення ворожих ДРГ. Згідно з Жирновим, станом на 16 березня в Києві затримано 105 підозрюваних у диверсійних діях.

#### 16 березня
Вранці, за даними ДСНС України, внаслідок російських обстрілів було пошкоджено 12-поверховий та 9-поверховий будинки у Шевченківському районі. Ввечері того ж дня, за даними Віталія Кличко, російські війська обстріляли кілька приватних будинків у Подільському районі, внаслідок чого виникла пожежа й був пошкоджений газопровід низького тиску.

#### 17 березня
Вранці було збито ракету, уламки якої потрапили в багатоповерховий будинок у Дарницькому районі. Загинула одна людина. Крім того, ДСНС повідомляє про спричинені обстрілами пожежі у Святошинському районі, де горіли склад, два автомобілі та загинули щонайменше дві людини.

#### 18 березня
При ранковому обстрілі Києва внаслідок падіння збитої ракети постраждали 6 будинків, дитсадок та школа у Подільському районі (житловий масив Виноградар). За словами Віталія Кличка, будинки стали непридатними для проживання. Одна людина загинула, 19 були поранені. Знову було обстріляно Святошинський район, де, за даними прокуратури Києва, постраждали десятки приватних будинків, автомобілі та торгівельне приміщення.
За даними першого заступника голови КМДА Миколи Поворозника, станом на 18 березня (за 23 дні війни) в Києві було пошкоджено 36 житлових будинків, 5 приватних садиб, 6 шкіл та 4 дитсадки. Загинули 222 людини, з яких 60 — цивільні особи й 4 — діти, а поранення отримали 889 людей, з яких 241 — цивільні.

#### 20 березня
Ввечері 20 березня російським ракетним обстрілом був частково зруйнований ТРЦ «Retroville» на Виноградарі (проспект Правди, 47). Були знищені сусідній фітнес-центр Sport Life та бізнес-центр; постраждали житлові будинки, школи та дитсадки. Загинуло щонайменше 8 осіб. За даними Генпрокуратури, застосовано заборонені міжнародним правом засоби ведення війни. Міноборони Росії заявило, що українські військові зберігали в торговому центрі реактивні боєприпаси та перезаряджали системи залпового вогню. Можливою причиною атаки називають відео з військовою технікою в районі Retroville, викладене в TikTok. СБУ повідомила про затримання ймовірного автора цього відео.
У Святошинському районі уламки снаряда впали на житловий масив. За даними Миколи Поворозника, пошкоджено 6 будинків, 3 з яких стали непридатними для життя, 2 школи та 2 дитсадки; евакуйовано близько 200 людей.

#### 22 березня
В Оболонському районі у ході ворожого обстрілу згоріла вантажівка та 2 будівлі, 1 особа загинула й 3 дістали поранень.

#### 23 березня
Окупанти знову обстріляли Київ. За даними КМДА, вночі у Святошинському районі пошкоджено торговий центр та два приватні житлові будинки. Вранці у Шевченківському районі виникло загоряння в кількох приватних будинках та у багатоповерхівці, чотири особи отримали травми. Крім того, за даними Віталія Кличко, російська армія обстріляла парковку торговельного центру в Подільському районі, внаслідок чого одна людина загинула і двоє постраждали.

#### 24 березня
Російські війська роблять нову спробу оточити Київ. Для цього вони намагаються захопити деякі міста на Київщині, зокрема Славутич, який знаходиться неподалік Чорнобильської АЕС. Українські військові звільнили від окупантів село Лук'янівка Броварського району на Київщині. В селі базувалося близько 200 бійців армії РФ та понад 10 одиниць ворожої бронетехніки. Бій за село тривав близько 5 годин. В цьому бою армія РФ втратила 40 бійців вбитими, 3 танки та 9 БМП знищеними, 1 МТЛБ українські військові захопили в робочому стані. В бою за Лук'янівку 24 березня ЗСУ втратили вбитими трьох бійців — Дениса Котенка, Сергія Заїковського, які були бійцями протитанкового взводу київського полку ЗСУ «Азов», та Дмитра Кириченка, бійця добровольчого батальйону «Реванш».
У ніч проти 30 березня над Києвом було збито кілька російських ракет.
31 березня за словами заступника начальника штабу командування Сухопутних військ ЗСУ Олександра Грузевича, було звільнено село Вишеград на Київщині.
За даними голови Київської обласної військової адміністрації Олександра Павлюка, українські війська звільнили Ірпінь, але сусідні Ворзель, Буча, Гостомель лишалися під контролем противника і під постійним обстрілом.
Артилерійські підрозділи Національної гвардії на київському напрямку знищили дві самохідні артилерійські установки, ракетні системи залпового вогню та кілька десятків бронетанкової та автомобільної техніки ворога.

### Квітень
2 квітня МО повідомило про звільнення Київської області від російських окупантів.
6 квітня за даними КМДА, станом на 6 квітня 2022 року від ворожих ударів окупанта з 24 лютого пошкоджені 167 житлових будинків різних типів, 44 школи, 26 дитячих садків та 1 дитячий будинок. Також пошкоджень зазнали 11 адміністративних будівель. Масштаби пошкоджень різні: великі, середні та незначні.
Також від дій російського агресора постраждали: 2 спортивні об'єкти, 5 об'єктів соціальної сфери, 17 — охорони здоров'я, 10 — культурної сфери, 48 об'єктів транспортної інфраструктури.
Всього у Києві за 40 днів повномасштабного російського вторгнення загинули 89 мирних осіб, серед них чотири дитини, поранені — 398 осіб, серед них — 20 дітей.

## Загиблі
Станом на 15 квітня 2022 року правоохоронцями було виявлено тіла понад 900 тіл мирних мешканців у населених пунктах Київщини, що були звільнені від російських окупантів, і більшість з них з вогнепальними пораненнями.
Найбільшу кількість загиблих наразі зафіксували в Бучі — понад 350 тіл. У двох братських могилах знайшли 40 і 57 тіл відповідно. У 95 % людей, яких дістали з першого місця масового поховання, кульові отвори від стрілецької або снайперської зброї.
Станом на 22 квітня 2022 року були виявлені тіла 1084 мирних жителів, близько 300 з них досі не вдалось ідентифікувати.
30 грудня 2022 року Київська міська військова адміністрація повідомила, що в Києві від початку повномасштабної війни через бойові дії загинули 120 людей (зокрема 5 дітей) і зазнали поранень ще 495.

### Втрати серед військовослужбовців ЗСУ
24 лютого 2022 року поблизу Києва був збитий літак внаслідок чого загинув Кохановський Володимир Михайлович.
25 лютого під час бою поблизу Києва загинув Герой України Сапило Віталій Романович.
Також під час оборони Києва 25 лютого 2022 загинули Литвин Андрій Васильович, Максименко Віктор Вікторович та Лук'янович Олександр Володимирович
26 лютого під час обстрілу колони техніки ЗСУ загинули Дубіньський Роман Васильович, Кучерук Віталій Васильович та Козлишин Тарас
26 лютого під час бою поблизу Києва загинув Задорожний Андрій Сергійович
26 лютого під час бою з диверсійною групою загинув Філоненко Віталій Володимирович

## Руйнування
Станом на початок вересня бойовими діями було пошкоджено 197 житлових будинків Києва. Критичних руйнувань зазнали 11 із них.
Станом на кінець року Київська міська військова адміністрація повідомляє про пошкодження понад 600 будівель, у тому числі критичної інфраструктури.